# Makaa-Njem (A.80) jezici
Makaa-Njem (A.80) jezici, podskupina od (13) sjeverozapadnih bantu jezika u zoni A. Govore se u Kongu, Kamerunu i Srednoafričkoj Republici.
Predstavnici su: bekwil [bkw], bomwali [bmw], byep [mkk], gyele [gyi], kol [biw], koonzime [ozm], makaa [mcp], mpiemo [mcx], mpongmpong [mgg], ngumba ili kwasio [nmg], njyem [njy], so [sox], ukhwejo [ukh].
Najvažniji među njima je makaa.

## Vanjske poveznice
- Ethnologue (14th)
- Ethnologue (15th)